# Mark Ivanir
Mark Ivanir (Chernivtsí, Ucrania; 6 de septiembre de 1968) es un actor israelí, originario de Ucrania, conocido por su aparición en la película La lista de Schindler (1993) y en la serie Away (2020).

## Biografía
Nacido en Chernivtsí, Ucrania, el 6 de septiembre de 1968, su padre es profesor de inglés y su madre profesora de alemán. En 1972, su familia se trasladó a Israel. Debutó en el cine en 1988 y se convirtió en actor profesional en 2001.

## Filmografía
Cine
| Año  | Título                                            | Papel                                     |
| ---- | ------------------------------------------------- | ----------------------------------------- |
| 1988 | Iron Eagle II                                     | Mikhail Balyonev                          |
| 1989 | Berlín-Yerushalaim                                | Dov Ben Gelman                            |
| 1991 | Delta force 3                                     | Pietre Ivanovich                          |
| 1993 | La lista de Schindler                             | Marcel Goldberg                           |
| 2000 | The Man Who Cried                                 | vendedor de ropa                          |
| 2001 | Hollywood Palms                                   | Russian Mover                             |
| 2003 | Ish HaHashmal                                     | Avraham Rutenberg                         |
| 2003 | Marines                                           | Dmitri Kirilenko                          |
| 2004 | La terminal                                       | Conductor de taxi - Goran                 |
| 2005 | Cuando es-este-que comemos?                       | Rafi                                      |
| 2005 | Sr. y Sra. Smith                                  | Patrón - Dive Bar                         |
| 2005 | La Sangre del diamante                            | Doctor Joseph                             |
| 2006 | Undisputed II: Last Man Standing: Último Round    | Gaga                                      |
| 2006 | El buen pastor                                    | Valentin Mironov #2                       |
| 2007 | La sombra del cazador                             | Boris                                     |
| 2008 | What Just Happened                                | Johnny                                    |
| 2008 | Get Smart                                         | Ruso en la sala de baño                   |
| 2010 | Jewish Connection                                 | Mendel Gold                               |
| 2010 | Undisputed III: Redemption                        | Gaga                                      |
| 2010 | El Viaje del director de los recursos humanos     | Director de los recursos humanos          |
| 2010 | Bunraku                                           | Eddie                                     |
| 2011 | 360                                               | El patrón                                 |
| 2011 | Johnny English Reborn                             | Artem Karlenko - Un antiguo espía del KGB |
| 2011 | Las aventuras de Tintín: El secreto del unicornio | Veterano de la guerra en Afganistán       |
| 2012 | Big Miracle                                       | Dimitri                                   |
| 2012 | El Cuarto Poder                                   | Aslan                                     |
| 2012 | El Cuarteto                                       | Daniel Lerner                             |
| 2016 | The Man Who Was Thursday                          | Jack                                      |
| 2017 | Bye Bye Alemanha                                  | Holzmann                                  |
| 2018 | Entebbe                                           | Motta Gur                                 |
| 2019 | The Red Sea Diving Resort                         | Barack Isaacs                             |
| 2019 | Esau                                              | Jacob                                     |
| 2020 | Kajillionaire                                     | Stovik Mann                               |
| 2023 | Heart of Stone                                    | Rey de picas                              |
| 2024 | Emilia Pérez                                      | Dr. Wasserman                             |

Televisión
| Anné        | Título                              | Papel                            | Notas          |
| ----------- | ----------------------------------- | -------------------------------- | -------------- |
| 1995–1996   | Inyan Shel Zman                     | Doron                            | 7 episodios    |
| 2001        | Walker, Texas Ordenar               | Un mercenaire francés            |                |
| 2001        | JAG                                 | El capitán Yoel                  |                |
| 2007        | Cerrada to Home: Justa Causa        | Nikolai Shevchenko               |                |
| 2008        | The Cleaner                         | Gaza                             | 2 episodios    |
| 2009        | Dollhouse                           | Cyril                            |                |
| 2009        | Los Expertos: Miami                 | Gregor Kasparov                  |                |
| 2010        | Im Angesicht de los Verbrechens     | Gangster ruso - Andrej           | 9 episodios    |
| 2010        | Fringe                              | Roland David Barrett             |                |
| 2012 - 2015 | The Gordin Cell                     | Yaakov "Yasha" Lundin            |                |
| 2012        | El Transportista                    | Sergei Zarov                     |                |
| 2013        | Grimm                               | Boris Myshkin                    |                |
| 2013 - 2017 | Beauty and the Baker                | Tzvika Granot                    | 18 episodios   |
| 2014        | Braquo                              | Levani Jordania                  | 7 episodios    |
| 2014        | Blacklist                           | Ivan                             |                |
| 2014        | Mentalist                           | Jan Nemic                        |                |
| 2014        | Crisis                              | Boris Makarov                    |                |
| 2015 - 2018 | Homeland                            | Ivan Krupin, agente rusa del SVR | Rol recurrente |
| 2017        | Madam Secretary                     | Timur Soroka                     |                |
| 2017        | Transparente                        | Nitzan                           | 4 episodios    |
| 2018        | Barry                               | Vacha / Ruslan                   | Rol recurrente |
| 2018        | S.W.TIENE.T.                        | Cohen                            |                |
| 2018        | Estación 8 de American Horror Story | El Tsar Nicholas II              |                |
| 2019        | For All Mankind                     | Mikhail Mikhailovich Vasiliev    | 2 episodios    |
| 2020        | The New Pope                        | El Embajador Bauer               |                |
| 2020        | Away                                | Misha                            |                |